# لکیت
لکیت (به ترکی آذربایجانی: Ləkit) (به گرجی: ლექართი) یک روستا در جمهوری آذربایجان است که در شهرستان قاخ واقع شده‌است. لکیت ۱٬۵۱۰ نفر جمعیت دارد.